# Oeuvre van Ralph Vaughan Williams
Het oeuvre van Ralph Vaughan Williams is veelzijdig. Hij heeft zijn symfonieën niet eerder genummerd dan bij zijn negende; de toonaard van de symfonie of de subtitel waren in zijn ogen tot dan toe voldoende.

## Composities naar tijd
- 1899: 'A Cambridge Mass' (Credo, Offertorium [orkestraal], Sanctus-Hosanna, Benedictus-Hosanna)
- 1903: The House of Life, lied;
- 1903-1909: A Sea Symphony (symfonie nr 1) voor sopraan, bariton, koor en orkest - teksten: Walt Whitman
- 1904: In the Fen Country; symfonische impressie voor orkest;
- 1905-1907: Songs of Travel, lied;
- 1905-1906: Toward the Unknown Region naar Walt Whitman, voor koor en orkest;
- 1905: Norfolk Rhapsody nr. 1 in e mineur;
- 1905: Norfolk Rhapsody nr. 2;
- 1906: Norfolk Rhapsody nr. 3 [verloren; op basis van een beschrijving van de gebruikte volksliederen componeerde David Matthews in 2016 de 'Norfolk March'];
- 1908-1909: Strijkkwartet nr. 1 in g mineur; gereviseerd in 1921;
- 1908-1909: Willow-wood, cantate voor bariton (mezzosopraan), vrouwenkoor en orkest;
- 1906-1909: On Wenlock Edge voor tenor, piano en strijkkwartet;
- 1909: Overture The Wasps, toneelmuziek;
- 1910: Fantasia on a Theme of Thomas Tallis, voor orkest;
- 1910-1914: Hugh the Drover, or Love in the Stocks, Romantic ballad opera;
- 1911: Five Mystical Songs voor bariton, koor en orkest;
- 1912: Fantasia on Christmas Carols, voor bariton, koor en orkest;
- 1912-1913: A London Symphony (symfonie nr. 2);
- 1912: Phantasy Quintet voor strijkkwintet;
- 1913: Five English Folk Songs, voor koor a capella;
- 1914: The Lark Ascending voor viool en orkest;
- 1915: Four Hymns, voor tenor, piano en alt-viool obligato;
- 1918-1921: A Pastoral Symphony (symfonie nr.3);
- 1920: Three Preludes on Welsh Hymn Tunes, voor orgel;
- 1920-1921: Mis in g mineur;
- 1921: Prelude and Fugue in C minor, voor orgel;
- 1921: Suite of Six Short Pieces, voor piano;
- 1922: The Shepherds of the Delectable Mountains (opera; later opgenomen in The Pilgrim's Progress);
- 1923: Sea Songs based on the sea songs "Princess Royal", "Admiral Benbow" and "Portsmouth", voor harmonieorkest en brassband;
- 1923: English Folk Song Suite voor harmonieorkest en brassband;
- 1923: Old King Cole (ballet);
- 1923: Romance and Pastorale, voor viool en piano;
- 1923-1925: Sancta civitas, oratorium voor tenor, bariton, koor en orkest
- 1924: Toccata Marziale, voor harmonieorkest;
- 1924: Household Music. 3 Preludes on Welsh hymn tunes, voor strijkkwartet of strijkorkest;
- 1925: Flos Campi (Song of Salomon);
- 1925: Concert Accademico: concerto in d mineur voor viool en strijkers;
- 1925: Four Poems by Fredegond Shove, lied;
- 1925: Two Poems by Seamus O'Sullivan, lied;
- 1925: Three Poems by Walt Whitman, lied;
- 1925: Three Songs from Shakespeare, lied
- 1926: On Christmas Night, Masque with dancing, singing and miming;
- 1927-1929: The Poisoned Kiss, romantic extravaganza;
- 1927: Six Studies in English Folksong, voor cello en piano;
- 1927: Along the Field, voor zang en viool,lied;
- 1928: Te Deum in G majeur, voor koor en orkest (of orgel)
- 1929: Benedicite voor sopraan, koor en orkest;
- 1929: The 100th Psalm in c mineur voor koor en orkest;
- 1929: Three Choral Hymns, voor bariton (of tenor), koor en orkest;
- 1929; Sir John in love; opera;
- 1929: The poisoned kiss; opera;
- 1930: Hymn Tune Prelude on Gibbons' Song 13, voor piano;
- 1930: Job, A Masque for Dancing, ballet
- 1931-1934: Symfonie nr. 4 in f mineur;
- 1931: Concerto in C majeur voor piano
- 1932: Magnificat voor alt, vrouwenkoor en orkest;
- 1933: Henry the Fifth, overture voor brassband en percussie
- 1933: The Golden Vanity March;
- 1933: The Running Set dansmuziek;
- 1934: Music for the Pageant of Abinger. voor koor en harmonieorkest;
- 1934: Fantasia on "Greensleeves", voor orkest;
- 1934: Suite voor altviool en orkest;
- 1934: Canon and Two-part Invention, voor piano;
- 1934: Valse lente and Nocturne, voor piano;
- 1935: Flourish of Trumpets for a Folk Dance Festival;
- 1935: Five Tudor Portraits. Koorsuite voor alt (mezzosopraan), bariton, koor en orkest;
- 1936: Dona nobis pacem; cantate voor sopraan, bariton, koor en orkest;
- 1937: Festival Te Deum, voor koor en orkest (of orgel);
- 1937: Riders to the sea, opera;
- 1938-1943: Symfonie nr 5. in D majeur;
- 1938: Partita voor dubbel strijkorkest;
- 1938: England's Pleasant Land, voor koor en harmonieorkest;
- 1938-1939: The Bridal Day, Masque;
- 1938: Serenade to Music, voor 16 solisten (of 4 solisten en koor) en orkest
- 1939: Five Variants of "Dives and Lazarus", voor orkest;
- 1939: Flourish for Wind Band, voor harmonieorkest;
- 1943: The People's Land (filmmuziek);
- 1940-1941: 49th Parallel (filmmuziek);
- 1942: Coastal Command (filmmuziek);
- 1943: The Story of a Flemish Farm (filmmuziek);
- 1944: Stricken Peninsula (filmmuziek);
- 1944-1947; Symfonie nr. 6 in e mineur;
- 1944: Concerto in a mineur voor hobo en strijkers;
- 1944: Strijkkwartet Nr.2 in a mineur;
- 1944: A Song for Thanksgiving, voor sopraan, spreker, koor en orkest;
- 1946: Concerto in C majeur voor 2 piano’s;
- 1946: Introduction and Fugue, voor twee piano's;
- 1947: The Lake in the Mountains, voor piano;
- 1947: The Loves of Joanna Godden (filmmuziek);
- 1947-1949: An Oxford Elegy voor spreker, klein koor en klein orkest;
- 1948: Scott of the Antarctic (filmmuziek);
- 1949-1952: Sinfonia antartica (symfonie nr. 7);
- 1949: Fantasia (Quasi Variazione) on the "Old 104th", psalm voor piano, koor en orkest;
- 1949: Dim Little Island (filmmuziek);
- 1950: Solemn Music for the Final Scene of the Masque of Charterhouse, voor harmonieorkest;
- 1950: Bitter Springs (filmmuziek);
- 1950: Concerto Grosso voor strijkorkest;
- 1950: The Sons of Light, cantate voor koor en orkest;
- 1951: The Pilgrim’s Progress, opera;
- 1951: Flourish for Three Trumpets, voor brassband;
- 1951: Romance in D flat for Harmonica;
- 1952: Zeven liederen uit "The Pilgrim's Progress", lied;
- 1953-1955: Symfonie nr. 8 in d mineur;
- 1953: Concerto in f mineur voor tuba en orkest;
- 1953-1954: Hodie Kerstcantate voor sopraan, tenor, bariton, koor en orkest;
- 1954-1958: Four Last Songs naar gedichten van Ursula Vaughan Williams, lied;
- 1955: Prelude on 3 Welsh Hymn Tunes ("Ebenezer", "Calfaria" en "Hyfrydol") - voor brassband;
- 1955: The England of Elizabeth (filmmuziek);
- 1956-1957: Symfonie nr. 9 in E mineur;
- 1956: Two Preludes on Welsh Folksongs, voor orgel;
- 1956: Vioolsonate in a majeur;
- 1957: Variaties voor brassband;
- 1957: Ten Blake Songs, voor zang en hobo, lied
- 1957: The Vision of William Blake (filmmuziek);
- 1958: The first Nowell, a nativity play; 2/3 stond op papier toen de componist overleed en voor de overige liederen was al een planning gemaakt; gecompleteerd door Roy Douglas.

## Composities naar genre

### Werken voor orkest
- 1903-1909 Symphony no. 1 "A Sea Symphony" voor sopraan, bariton, koor en orkest - teksten: Walt Whitman
- 1904 In the Fen Country Symphonic Impression for Orchestra
- 1905 Norfolk Rhapsody No. 1 in E minor
- 1905 Norfolk Rhapsody No. 2
- 1910 Fantasia on a Theme by Thomas Tallis
- 1912-1913 Symphony no. 2 "A London Symphony"
- 1914 The Lark Ascending for Violin and Orchestra
- 1918-1921 Symphony no. 3 "A Pastoral Symphony"
- 1925 Concerto in D minor for Violin and Strings "Concerto Accademico"
  1. Allegro pesante
  2. Adagio - tranquillo
  3. Pesto
- 1925 Flos Campi Suite voor altviool, klein orkest en klein koor
- 1931-1934 Symphony no. 4 in F minor
- 1931 Concerto in C major for Piano
  1. Toccata (Allegro moderato)
  2. Romanza (Lento)
  3. Fuga chromatica, con finale alla tedesca
- 1934 Fantasia on "Greensleeves"
- 1934 Suite for Viola and Orchestra
  1. Prelude - Carol - Christmas Dance
  2. Ballad - Moto perpetuo
  3. Musette - Polka mélancolique - Galop
- 1938-1943 Symfonie nr. 5 (Vaughan Williams)
- 1938 Partita for Double String Orchestra
  1. Prelude; andante tranquillo
  2. Scherzo Ostinato; presto
  3. Intermezzo "Homage to Henry Hall"
  4. Fantasia; allegro
- 1939 Five Variants of "Dives and Lazarus"
- 1940 Serenade to Music for violin-solo and orchestra
- 1944-1947 Symphony no. 6 in E minor
- 1944 Concerto in A minor for Oboe and Strings
  1. Rondo pastorale (Allegro moderato)
  2. Minuet and Musette (Allegro moderato)
  3. Finale - Scherzo (Presto-doppio piu lento - lento - presto)
- 1946 Concerto in C major for 2 Pianos
- 1949-1952 Symphony no. 7 "Sinfonia antartica"
- 1949 Fantasia (Quasi Variazione) on the "Old 104th" Psalm Tune for piano, chorus, and orchestra
- 1950 Concerto Grosso for String Orchestra
  1. Intrada
  2. Burlesca
  3. Sarabande
  4. Scherzo
  5. March and Reprise
- 1951 Romance in D flat for Harmonica
- 1953-1955 Symphony no. 8 in D minor
- 1953 Concerto in F minor for Bass Tuba
  1. Allegro Moderato
  2. Romanza (andante sostenuto)
  3. Finale (rondo alla tedesca)
- 1956-1957 Symphony no. 9 in E minor

### Werken voor harmonieorkest (Military Band) of brassband
- 1923 Sea Songs based on the sea songs "Princess Royal", "Admiral Benbow" and "Portsmouth" - voor harmonieorkest en brassband
- 1923 English Folk Song Suite voor harmonieorkest en brassband
  1. March: "Seventeen Come Sunday", allegro
  2. Intermezzo: "My Bonny Boy", andantino - allegro scherzando
  3. March: "Folk Songs from Somerset", allegro
- 1924 Toccata Marziale voor harmonieorkest
- 1933 Henry the Fifth Overture voor brassband en percussie
- 1933 The Golden Vanity March
- 1934 Music for the Pageant of Abinger voor koor en harmonieorkest
- 1935 Flourish of Trumpets for a Folk Dance Festival
- 1938 England's Pleasant Land voor koor en harmonieorkest
- 1939 Flourish for Wind Band voor harmonieorkest
- 1950 Solemn Music for the Final Scene of the Masque of Charterhouse voor harmonieorkest
- 1951 Flourish for Three Trumpets voor brassband
- 1955 Prelude on 3 Welsh Hymn Tunes uses the hymn tunes "Ebenezer", "Calfaria" and "Hyfrydol" - voor brassband
- 1957 Variations for Brass Band
  1. Introduction and theme - andante maestoso;
  2. poco tranquillo;
  3. tranquillo cantabile
  4. allegro;
  5. allegro (canon);
  6. moderato sostenuto;
  7. tempo di valse
  8. andante sostenuto (arabesque);
  9. alla polacca;
  10. adagio;
  11. allegro moderato (fugato);
  12. chorale

### Werken voor orgel
- 1920 Three preludes founded on Welsh hymn tunes
- 1921 Prelude en fuga in c mineur
- 1956 Two Preludes on Welsh Folksongs

### Werken voor piano
- 1921 Suite of Six Short Pieces
- 1930 Hymn Tune Prelude on Gibbons' Song 13
- 1934 Canon and Two-part Invention
- 1934 Valse lente and Nocturne
- 1946 Introduction and Fugue voor twee piano's
- 1947 The Lake in the Mountains

### Toneelwerken
- 1910-1914 Hugh the Drover, or Love in the Stocks. Romantic ballad opera
- 1923 Old King Cole Ballet
- 1926 On Christmas Night Masque with dancing, singing and miming
- 1927-1929 The Poisoned Kiss. Romantic extravaganza
- 1930 Job, a masque for dancing Ballet
  - 1947 The voice out of the whirlwind later geschreven motet, deels uit het ballet
- 1933 The Running Set Ballet
- 1938-1939 The Bridal Day Masque
- 1949 The Pilgrim's Progress morality
- 1958 The first Nowell, a nativity play; 2/3 stond op papier toen de componist overleed en voor de overige liederen was al een planning gemaakt; gecompleteerd door Roy Douglas.

### Kamermuziek
- 1908-1909/1921 Strijkkwartet Nr. 1 g-kl.t.
- 1912 Phantasy Quintet voor strijkkwintet
- 1914 (vermoedelijk) Romance voor altviool en piano
- 1923 Romance and Pastorale voor viool en piano
- 1924 Household Music. 3 Preludes on Welsh hymn tunes voor strijkkwartet
- 1927 Six Studies in English Folksong voor cello en piano
- 1944 Strijkkwartet Nr.2 a-kl.t.
- 1956 Vioolsonate a-kl.t.

### Liederen
- 1903 The House of Life
- 1905-1907 Songs of Travel
- 1906-1909 On Wenlock Edge voor tenor, piano en strijkkwartet
- 1915 Four Hymns voor tenor, piano en alt-viool obligato
- 1925 Four Poems by Fredegond Shove
- 1925 Two Poems by Seamus O'Sullivan
- 1925 Three Poems by Walt Whitman
- 1925 Three Songs from Shakespeare
- 1927 Along the Field voor zang en viool
- 1952 Seven Songs from "The Pilgrim's Progress"
- 1957 Ten Blake Songs voor zang en hobo
- 1954-1958 Four Last Songs naar gedichten van Ursula Vaughan Williams

### Werken voor koor
- 1905-1906 Toward the Unknown Region naar Walt Whitman - voor koor en orkest
- 1908-1909 Willow-wood. cantate voor bariton (mezzo-sopraan), vrouwenkoor en orkest
- 1911 Five Mystical Songs voor bariton, koor en orkest
- 1912 Fantasia on Christmas Carols voor bariton, koor en orkest
- 1913 Five English Folk Songs, voor koor a capella
- 1938 Serenade to Music, voor 16 zangers en orkest)
- 1956 A choral flourish

### Missen en geestelijke muziek
- 1899 'A Cambridge Mass' (Credo, Offertorium, Sancus, Benedictus)
- 1920-1921 Mis in g mineur
  1. Kyrie
  2. Gloria
  3. Credo
  4. Sanctus/Benedictus
  5. Agnus Dei
- 1923-1925 Sancta civitas. oratorium voor tenor, bariton, koor en orkest
- 1928 Te Deum G-gr.t. voor koor en orkest (of orgel)
- 1929 Benedicite voor sopraan, koor en orkest
- 1929 The 100th Psalm c-kl.t. voor koor en orkest
- 1929 Three Choral Hymns voor bariton (tenor), koor en orkest
- 1932 Magnificat voor alt, vrouwenkoor en orkest
- 1935 Five Tudor Portraits. Choral Suite voor alt (mezzosopraan), bariton, koor en orkest
- 1936 Dona nobis pacem. cantate voor sopraan, bariton, koor en orkest
- 1937 Festival Te Deum voor koor en orkest (orgel)
- 1938 Serenade to Music voor 16 solisten (of 4 solisten en koor) en orkest
- 1944 A Song for Thanksgiving voor sopraan, spreker, koor en orkest
- 1947-1949 An Oxford Elegy voor spreker, klein koor en klein orkest
- 1950 The Sons of Light. cantate voor koor en orkest
- 1953-1954 Hodie. Kerstcantate voor sopraan, tenor, bariton, koor en orkest
- 1955 A vision of aeroplanes. voor gemengd koor en orgel

### Filmmuziek
- 1940-1941 49th Parallel
- 1942 Coastal Command
- 1943 The People's Land
- 1943 The Story of a Flemish Farm
- 1944 Stricken Peninsula
- 1947 The Loves of Joanna Godden
- 1948 Scott of the Antarctic
- 1949 Dim Little Island
- 1950 Bitter Springs
- 1955 The England of Elizabeth
- 1957 The Vision of William Blake